# Dmytro Mazurczuk
Dmytro Wałerijowycz Mazurczuk (ukr. Дмитро Валерійович Мазурчук, ur. 19 stycznia 1999) – ukraiński kombinator norweski. Olimpijczyk (2022). Uczestnik mistrzostw świata seniorów (2017-2023) i juniorów (2015–2019), a także zimowych igrzysk olimpijskich młodzieży (2016) i zimowego olimpijskiego festiwalu młodzieży Europy (2015). Brązowy medalista uniwersjady (2023). 
Podczas inwazji Rosji na Ukrainę w lutym 2022 wstąpił do Gwardii Narodowej Ukrainy, podejmując czynną służbę wojskową w Tarnopolu.

## Osiągnięcia

### Igrzyska olimpijskie
| Miejsce | Dzień     | Rok  | Miejscowość | Konkurencja           | Wynik zwycięzcy | Strata  | Zwycięzca      |
| ------- | --------- | ---- | ----------- | --------------------- | --------------- | ------- | -------------- |
| 36.     | 9 lutego  | 2022 | Zhangjiakou | Gundersen HS106/10 km | 25:07,7         | +5:22,6 | Vinzenz Geiger |
| 32.     | 15 lutego | 2022 | Zhangjiakou | Gundersen HS140/10 km | 27:13,3         | +4:07,1 | Jørgen Graabak |

### Mistrzostwa świata
| Miejsce | Dzień     | Rok  | Miejscowość      | Konkurencja                     | Wynik zwycięzcy | Strata   | Zwycięzca          |
| ------- | --------- | ---- | ---------------- | ------------------------------- | --------------- | -------- | ------------------ |
| 52.     | 24 lutego | 2017 | Lahti            | Gundersen HS100/10 km           | 26:19,6         | +6:00,9  | Johannes Rydzek    |
| 51.     | 1 marca   | 2017 | Lahti            | Gundersen HS130/10 km           | 26:41,6         | +8:37,4  | Johannes Rydzek    |
| 14.     | 3 marca   | 2017 | Lahti            | Sprint drużynowy HS130/2x7,5 km | 28:45,8         | LAP      | Niemcy             |
| 46.     | 22 lutego | 2019 | Seefeld in Tirol | Gundersen HS130/10 km           | 23:43,0         | +5:49,3  | Eric Frenzel       |
| 13.     | 24 lutego | 2019 | Seefeld in Tirol | Sprint drużynowy HS130/2x7,5 km | 28:29,5         | LAP      | Niemcy             |
| 40.     | 28 lutego | 2019 | Seefeld in Tirol | Gundersen HS109/10 km           | 25:01,3         | +3:35,0  | Jarl Magnus Riiber |
| 41.     | 26 lutego | 2021 | Oberstdorf       | Gundersen HS106/10 km           | 23:01,2         | +5:28,3  | Jarl Magnus Riiber |
| 11.     | 28 lutego | 2021 | Oberstdorf       | Sztafeta HS106/4x5 km           | 43:57,7         | +8:46,0  | Norwegia           |
| 37.     | 4 marca   | 2021 | Oberstdorf       | Gundersen HS137/10 km           | 23:11,1         | +6:31,0  | Johannes Lamparter |
| 12.     | 6 marca   | 2021 | Oberstdorf       | Sprint drużynowy HS137/2x7,5 km | 29:29,7         | LAP      | Austria            |
| 38.     | 25 lutego | 2023 | Planica          | Gundersen HS102/10 km           | 24:36,3         | +5:09,2  | Jarl Magnus Riiber |
| 10.     | 1 marca   | 2023 | Planica          | Sztafeta HS138/4x5 km           | 47:20,4         | +7:14,1  | Norwegia           |
| 41.     | 4 marca   | 2023 | Planica          | Gundersen HS138/10 km           | 23:42,6         | +7:26,5  | Jarl Magnus Riiber |
| 37.     | 1 marca   | 2025 | Trondheim        | Kompakt HS102/7,5 km            | 17:13,4         | +2:39,1  | Jarl Magnus Riiber |
| 9.      | 7 marca   | 2025 | Trondheim        | Sztafeta HS138/4x5 km           | 50:37,7         | +10:22,7 | Niemcy             |
| 37.     | 8 marca   | 2025 | Trondheim        | Gundersen HS138/10 km           | 24:57,5         | +6:25,4  | Jarl Magnus Riiber |

### Mistrzostwa świata juniorów
| Miejsce | Dzień       | Rok  | Miejscowość | Konkurencja           | Wynik zwycięzcy | Strata  | Zwycięzca             |
| ------- | ----------- | ---- | ----------- | --------------------- | --------------- | ------- | --------------------- |
| 42.     | 4 lutego    | 2015 | Ałmaty      | Gundersen HS100/10 km | 25:54,2         | +5:10,1 | Jarl Magnus Riiber    |
| 40.     | 6 lutego    | 2015 | Ałmaty      | Gundersen HS100/5 km  | 12:21,8         | +3:56,4 | Jarl Magnus Riiber    |
| 20.     | 23 lutego   | 2016 | Râșnov      | Gundersen HS100/10 km | 28:02,1         | +4:48,7 | Bernhard Flaschberger |
| 21.     | 25 lutego   | 2016 | Râșnov      | Gundersen HS100/5 km  | 11:01,5         | +1:52,2 | Tomáš Portyk          |
| 29.     | 31 stycznia | 2017 | Park City   | Gundersen HS100/10 km | 25:54,5         | +2:16,4 | Arttu Mäkiaho         |
| 28.     | 4 lutego    | 2017 | Park City   | Gundersen HS100/5 km  | 12:14,9         | +2:22,2 | Vinzenz Geiger        |
| 14.     | 30 stycznia | 2018 | Kandersteg  | Gundersen HS106/10 km | 22:58,3         | +1:35,6 | Ondřej Pažout         |
| 14.     | 3 lutego    | 2018 | Kandersteg  | Gundersen HS106/5 km  | 11:28,8         | +1:06,7 | Vid Vrhovnik          |
| 18.     | 23 stycznia | 2019 | Lahti       | Gundersen HS100/5 km  | 13:43,0         | +1:14,5 | Julian Schmid         |
| 12.     | 25 stycznia | 2019 | Lahti       | Sztafeta HS100/4x5 km | 53:16,4         | +5:09,1 | Niemcy                |
| 25.     | 27 stycznia | 2019 | Lahti       | Gundersen HS100/10 km | 28:16,8         | +2:26,2 | Johannes Lamparter    |

### Uniwersjada
| Miejsce | Dzień       | Rok  | Miejscowość | Konkurencja                     | Wynik zwycięzcy | Strata      | Zwycięzca          |
| ------- | ----------- | ---- | ----------- | ------------------------------- | --------------- | ----------- | ------------------ |
| 5.      | 13 stycznia | 2023 | Lake Placid | Gundersen HS100/10 km           | 24:52,2 min     | +1:49,3 min | Sakutaro Kobayashi |
| 7.      | 15 stycznia | 2023 | Lake Placid | Start masowy HS100/10 km        | 124,6 pkt       | -44,2 pkt   | Sakutaro Kobayashi |
| 3.      | 17 stycznia | 2023 | Lake Placid | Sprint drużynowy HS100/4x1,5 km | 24:51,1 min     | +42,1 s     | Stany Zjednoczone  |

### Zimowe igrzyska olimpijskie młodzieży
| Miejsce | Dzień     | Rok  | Miejscowość | Konkurencja          | Wynik zwycięzcy | Strata | Zwycięzca |
| ------- | --------- | ---- | ----------- | -------------------- | --------------- | ------ | --------- |
| 7.      | 16 lutego | 2016 | Lillehammer | Gundersen HS100/5 km | 13:31,4         | +53,9  | Tim Kopp  |

### Zimowy olimpijski festiwal młodzieży Europy
| Miejsce | Dzień       | Rok  | Miejscowość         | Konkurencja           | Wynik zwycięzcy | Strata  | Zwycięzca         |
| ------- | ----------- | ---- | ------------------- | --------------------- | --------------- | ------- | ----------------- |
| 29.     | 26 stycznia | 2015 | Tschagguns/Gaschurn | Gundersen HS108/10 km | 27:17,4         | +3:14,5 | Willi Hengelhaupt |
| DNS     | 30 stycznia | 2015 | Tschagguns/Gaschurn | Gundersen HS108/5 km  | 13:40,9         | -       | Willi Hengelhaupt |

### Puchar Świata

#### Miejsca w klasyfikacji generalnej
- sezon 2017/2018: niesklasyfikowany
- sezon 2018/2019: niesklasyfikowany
- sezon 2019/2020: nie brał udziału
- sezon 2020/2021: niesklasyfikowany
- sezon 2021/2022: 58.
- sezon 2022/2023: niesklasyfikowany
- sezon 2023/2024: niesklasyfikowany
- sezon 2024/2025: 59.

### Puchar Kontynentalny

#### Miejsca w klasyfikacji generalnej
- sezon 2015/2016: niesklasyfikowany
- sezon 2016/2017: 75.
- sezon 2017/2018: 82.
- sezon 2018/2019: 89.
- sezon 2019/2020: 29.
- sezon 2020/2021: 35.
- sezon 2021/2022: 36.
- sezon 2022/2023: 40.
- sezon 2023/2024: 25.
- sezon 2024/2025: 52.

### Letnie Grand Prix

#### Miejsca w klasyfikacji generalnej
- 2016: niesklasyfikowany
- 2017: niesklasyfikowany
- 2018: nie brał udziału
- 2019: nie brał udziału
- 2021: 21. (53.)[10]
- 2022: 19. (47.)[11]
- 2023: (44.)[12]
- 2024: 11. (32.)[13]